# Serra de l'Arçosa
La Serra de l'Arçosa és una serra situada entre els municipis de Peramola a la comarca de l'Alt Urgell i de la Baronia de Rialb, a la comarca de la Noguera, amb una elevació màxima de 1.071 metres.